# Unione Sportiva Alessandria Calcio 1912
L'Unione Sportiva Alessandria Calcio 1912, meglio nota come Alessandria, è una società calcistica italiana con sede nella città di Alessandria.
Milita nel campionato di Eccellenza, quinta divisione del Campionato italiano di calcio.
Rifondata nel 2024, ha una tradizione sportiva che risale al 1912, a sua volta discendente dalla preesistente sezione calcistica della società Forza e Coraggio, d'incerta datazione. La squadra conta 13 stagioni in Serie A tra il 1929 e il 1960 e 21 in Serie B; ha inoltre raggiunto una finale di Coppa Italia nel 1936. Nel suo palmarès annovera due Coppe Italia di Serie C, vinte nel 1973 e nel 2018, e una Coppa CONI, conquistata nel 1927.
Oltre questo l'Alessandria ha raggiunto la semifinale di Coppa Italia 2015-2016 persa contro il Milan, dopo aver battuto nei turni precedenti Palermo, Genoa e Spezia, tutte squadre di categorie superiori, poiché al tempo la compagine militava in Serie C.
Tra i più celebri giocatori che hanno indossato la maglia grigia del sodalizio piemontese sono ricordati il Pallone d'oro 1969 Gianni Rivera e i campioni del mondo Luigi Bertolini, Felice Borel, Giovanni Ferrari e Pietro Rava, oltre a Carlo Carcano e Adolfo Baloncieri.
Il periodo di maggior lustro per la squadra si fa risalire ai decenni del primo dopoguerra e della cosiddetta «scuola alessandrina» che, dando continuità ai dettami importati nei primi anni dieci dall'allenatore inglese George Arthur Smith, prevedeva metodi di allenamento e tattiche di gioco inediti per il calcio italiano. In quegli anni, con Pro Vercelli, Novara e Casale, l'Alessandria andò a formare il «quadrilatero piemontese», fucina di grandi campioni e di importanti vittorie.

## Storia

### Le prime squadre di calcio ad Alessandria

L'Alessandria del 1912, in maglia biancazzurra

Già sul finire del XIX secolo il calcio era arrivato ad Alessandria: vi sono notizie riguardanti un'amichevole nel 1894 disputata da una squadra alessandrina contro una compagine genovese (forse il Genoa). Nell'agosto del 1896 nacque l'Unione Pro Sport Alessandria (con divisa grigio scura), che partecipò tra il 1897 e il 1898 ad alcuni tornei amichevoli con squadre di Torino e Genova. Nel 1897 vinse, nel capoluogo ligure, il "Concorso nazionale ginnico-Sezione gioco football", il campionato nazionale di calcio organizzato dalla FGNI, con otto punti in classifica e venne premiata con la «corona di quercia». Il 15 marzo 1898 fu invitata a fare parte della costituente Federazione Italiana Football (FIF): prese parte alle sfide antecedenti il primo campionato ufficiale ma, ritenutasi danneggiata a favore di Torinese e Genoa, preferì gareggiare nell'ambito dei tornei organizzati dalla Federazione Ginnastica d'Italia secondo un differente regolamento.
La Pro Sport andò poi dissolvendosi; dalle sue ceneri nacque, nel 1907, la Pro Alessandria che scomparve, dopo un'attività sporadica, presumibilmente negli ultimi mesi del 1911.

### DallaForza e CoraggioalFoot Ball Club
Malgrado queste precocissime esperienze, per circa un decennio il foot-ball ad Alessandria ebbe un ruolo decisamente subalterno rispetto a quello di altre tradizionali discipline quali il canottaggio, il ciclismo e l'atletica. A dare nuovo impulso alla diffusione dello sport fu la fondazione di due società ginniche rivali. Nel maggio 1907 nacque, per iniziativa dell'ex militare Francesco Ratti, la Unione Ginnastica Frangar Non Flectar, poi sostituita il 17 marzo 1908 dalla Unione Ginnastica Forza e Coraggio, che vestiva maglie di colore grigio chiaro. Nel 1909 nacque la Forza e Concordia, con maglie grigio scuro, la prima società a formare stabilmente una sezione calcistica, seguita nel 1911 dalla Forza e Coraggio, presumibilmente per l'interesse dei figli di Ratti, Alfredo e Attilio, di Enrico Badò e di Augusto Rangone; in più occasioni le due squadre si sfidarono per aggiudicarsi il primato cittadino.
Mentre la Forza e Concordia declinò, per poi sparire nel 1913, l'ambiziosa Forza e Coraggio prese l'importante decisione di allestire una squadra che disputasse finalmente il Campionato Nazionale. La prospettiva si concretizzò nei mesi a venire. La tradizione fa risalire la fondazione del club al 18 febbraio 1912, con la stipula di un atto costitutivo del Foot Ball Club Alessandria: le firme apposte su di esso sarebbero state quelle di Badò, di Amilcare Savojardo e di Alfredo Ratti, che fu nominato primo "direttore". Nonostante l'assenza di documenti ufficiali comprovanti la fondazione e l'affiliazione alla FIGC datati 1912, altre fonti indicano che già da almeno un anno la Forza e Coraggio giocava con regolarità gare amichevoli: l'atto del 1912 avrebbe rappresentato, sulla scia della moda dell'epoca, un semplice cambio di denominazione in onore della città d'origine, che celava probabilmente anche l'intento di rendere la politica locale più sensibile alle esigenze del sodalizio e dunque più propensa a un patrocinio.
Il Foot Ball Club Alessandria disputò le prime gare amichevoli in maglia biancazzurra, per poi riacquisire la casacca grigia della Forza e Coraggio in occasione del campionato di Promozione del 1912-1913. Con la vittoria del torneo, sancita dallo spareggio disputato a Novara contro la Vigor di Torino, la squadra cinerina ottenne immediatamente un posto nella prima categoria del Campionato Nazionale. Nell'estate del 1913 avvenne il divorzio dalla Forza e Coraggio: il FBC divenne pertanto società autonoma.
Il metodo di lavoro che Smith, allievo di William Garbutt, applicò all'Alessandria presentava aspetti inediti per il calcio italiano dei primi decenni; introdusse allenamenti intensi e mirati, irrobustì il centrocampo arretrando due attaccanti per ispirare meglio la manovra offensiva e insegnò un gioco corale basato su schemi e palla a terra. L'opera di Smith, morto durante la prima guerra mondiale, fu ripresa da Carlo Carcano (che la esportò alla Juventus e in Nazionale), da Béla Révész, Karl Stürmer e Umberto Dadone e garantì alla giovane società diversi decenni di militanza ad alti livelli, facendo affidamento su elementi provenienti quasi esclusivamente dal vivaio.
Alessandria andò così a comporre il "quarto lato" di quello che la Gazzetta dello Sport in un'inchiesta del 1914 definì il «quadrilatero delle università del foot-ball», completato da Vercelli, Novara e Casale Monferrato, città dove l'«autodidattica calcistica» aveva avuto come inaspettato risultato una «sicura marcia ascensionale di unità che fino a ieri erano confinate in una categoria inferiore», contro cui nulla potevano «il rinnovarsi e l'intensificarsi della forza degli squadroni maggiori». Il giornale notava che una realtà di provincia poteva attuare «una sorveglianza diretta della sua squadra» e che il giovane calciatore «nella piccola cerchia della vita cittadina che si alimenta delle nuove tradizioni sportive e le difende a oltranza», lontano dalla «tumultuosa e pericolosa vita scapigliata», era pressoché obbligato «a spendere le ore di svago e di riposo nei quotidiani esercizi di allenamento».

### I primi campionati nazionali e la «scuola alessandrina»
(Lo Sport del Popolo, 5 dicembre 1913)
Nel 1913 entrò in squadra il giocatore-allenatore inglese George Smith. Al debutto nei campionati di Prima Categoria, l'Alessandria, squadra dall'età media bassa e formata essenzialmente da atleti locali, ben figurò e si guadagnò il plauso della critica. Inoltre, nel campionato 1914-1915 mancò l'ammissione al girone finale per soli due punti.
I principi che Smith mise in atto ad Alessandria, rivolti soprattutto ai giovani calciatori, furono particolarmente innovativi per il calcio italiano dell'epoca; ripresi nel dopoguerra dal fido allievo Carlo Carcano, primo giocatore grigio a essere convocato in Nazionale e allenatore a più riprese negli Anni Venti, vennero inclusi nel concetto di «scuola alessandrina», modello di vivaio capace di plasmare nei decenni successivi atleti di livello mondiale: al 1915 risale l'esordio in prima squadra di Adolfo Baloncieri. Su queste basi, nel primo dopoguerra l'Alessandria poté continuare a migliorare le proprie prestazioni: nel campionato 1919-1920 s'impose nettamente nel girone eliminatorio, con nove vittorie e un pareggio, per fermarsi poi al cospetto del Genoa in semifinale.
Nell'aprile del 1920 il FBC si fuse con l'Unione Sportiva Alessandrina, altra squadra cittadina fondata nel 1916, divenendo Alessandria Unione Sportiva e mantenendo la maglia grigia. Al termine della stagione 1920-1921, dopo un vittorioso spareggio giocato a Milano contro il Modena, il club ottenne l'ammissione alla semifinale per il Nord Italia. Il 10 luglio 1921, a Torino, l'Alessandria incontrò la Pro Vercelli nella gara che avrebbe decretato il nome della squadra destinata a giocare, contro il Bologna, la finale settentrionale (la cui vincente avrebbe, a sua volta, incontrato il Pisa nella finale nazionale). La gara fu violenta e aspramente contestata dai giocatori grigi che, ridotti in nove per i gravi infortuni occorsi a Carcano e a Moretti, scelsero di ritirarsi per protesta dopo appena un'ora di gioco sul risultato di 0-4.
Negli anni successivi l'Alessandria continuò a sfoderare buone prestazioni in campionato e a lanciare giovani calciatori di valore destinati alla Nazionale, quali Brezzi, Gandini, Elvio Banchero, Cattaneo e Giovanni Ferrari, senza mai riuscire a piazzare lo scatto decisivo per la conquista di uno scudetto; persi anzi Brezzi, costretto dalla salute precaria ad abbandonare il calcio, Baloncieri, passato al ricco Torino, e Ferrari, ceduto frettolosamente all'Internaples, la squadra cinerina nella stagione 1925-1926 rischiò addirittura il declassamento in Prima Divisione, cui scampò solamente grazie a una serie di spareggi.

### La Coppa CONI, lo scudetto mancato e la Serie A
- Casale Monferrato, 10 luglio 1927, andata[31]

Casale-Alessandria 1-1 (0-0)
Alessandria: Morando, Viviano, Costa, Bruno, Gandini, Bertolini, Cattaneo, Avalle, Banchero, Ferrari, Chierico. Allenatore: Carcano.
Reti: rig. Viviano, Caligaris (C).
- Alessandria, 24 luglio 1927, ritorno[32]

Alessandria-Casale 2-1 (2-1)
Alessandria: Curti, Viviano, Costa, Lauro, Gandini, Bertolini, Tosini, Avalle, Cattaneo, Ferrari, Chierico. Allenatore: Carcano.
Reti: Ferrari, Cattaneo, rig. Caligaris (C)
(Bruno Roghi, 1931)
Nel 1926 l'Alessandria si riaffidò all'allenatore Carcano e al non ancora ventenne Ferrari; ritornata ai vertici, si aggiudicò nel luglio 1927 il primo trofeo ufficiale, la Coppa CONI, una sorta di Coppa Italia ante litteram, conquistata dopo una doppia finale contro i cugini del Casale (1-1 a Casale Monferrato e 2-1 ad Alessandria); nelle eliminatorie l'Alessandria aveva superato Livorno, Andrea Doria, Brescia, Alba Roma e Napoli. In quello stesso anno iniziarono i lavori di costruzione del nuovo stadio.

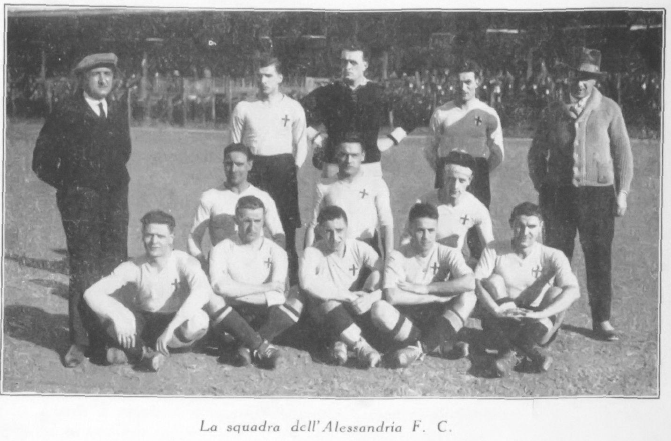
L'Alessandria 1927-1928

Nella stagione successiva l'Alessandria sfiorò la conquista dello scudetto. Superata la prima fase del campionato, i lanciatissimi grigi si ritrovarono a lottare per il titolo, nel girone finale a otto squadre, contro il Torino dell'ex Baloncieri. Fu una pesante e inopinata sconfitta subita sul campo del Casale, ultimo in classifica, a cancellare i sogni di gloria della squadra di Carcano, alla quale non bastò sconfiggere il Torino, nello scontro diretto, per riagganciarlo in vetta. L'esperto portiere Curti, autore di una prestazione negativa e sospettato da più parti di avere organizzato una combine con i monferrini, fu presto ceduto. Non fu ritenuto necessario dalle autorità, già pesantemente screditate dopo la bufera che aveva travolto il mondo del calcio dopo il "Caso Allemandi", aprire indagini sul derby e sul suo misterioso andamento.
Al termine della stagione 1928-1929 la squadra venne ammessa al primo campionato di Serie A (1929-1930). In occasione della prima giornata l'Alessandria calcò per la prima volta il terreno del Campo del Littorio, inaugurato ufficialmente il successivo 28 ottobre 1929; all'esordio sul nuovo campo di gioco, il 6 ottobre, i grigi sconfissero la Roma. L'Alessandria, terminato il girone d'andata a ridosso della prima posizione, concluse sesta. Nel 1931-1932 (allenatore Stürmer) la squadra reagì a un infortunio che troncò prematuramente la carriera di Gandini e, sospinta dalle 21 reti di Libero Marchina, terminò nuovamente il campionato in sesta posizione, fissando, in 38, il proprio record di punti in A.

### Il contributo alla Nazionale e il crescentegapcon le metropolitane
(Adolfo Baloncieri, 1932)

L'Alessandria che arrivò 6ª in Serie A nel 1930

Sempre più spesso, negli Anni Trenta, i giocatori finirono per lasciare la società, ancora legata al dilettantismo, per migrare verso grandi centri. La conseguenza fu che, se nel 1928 erano stati due i giocatori alessandrini a festeggiare con la Nazionale la vittoria della medaglia di bronzo alle Olimpiadi di Amsterdam, ovvero l'attaccante Banchero e il terzino Viviano (che non scese mai in campo per un infortunio che lo costrinse ad abbandonare il calcio) cui si aggiungeva l'ex grigio Baloncieri, ai vittoriosi campionati mondiali del 1934 e del 1938 parteciparono solamente gli "ex" Ferrari e Bertolini, che assieme all'allenatore Carcano (che coadiuvò peraltro il commissario tecnico Pozzo nel 1934) erano passati, nel periodo 1930-1931, alla forte Juventus dell'epoca.

Anche a causa del frequente ricambio, l'Alessandria nei primi Anni Trenta non ebbe altre aspirazioni che posizioni di centroclassifica; nel 1936 raggiunse comunque, dopo avere battuto Cremonese, Modena, Lazio e Milan, la finale di Coppa Italia, giocata a Genova l'11 giugno 1936 e persa per 5-1 contro il Torino. Nell'estate del 1936 la Lazio, dopo avere soffiato Piola alla Pro Vercelli e in procinto di allestire una forte squadra per puntare alla vittoria dello scudetto, offrì alla società grigia la considerevole cifra di 400 000 lire per i promettenti Busani, Riccardi e Milano; la dirigenza grigia accettò, ma la squadra ne risultò snaturata e indebolita e, al termine del campionato 1936-1937, l'Alessandria retrocesse per la prima volta in Serie B.

### La Serie B e l'arrivo della guerra

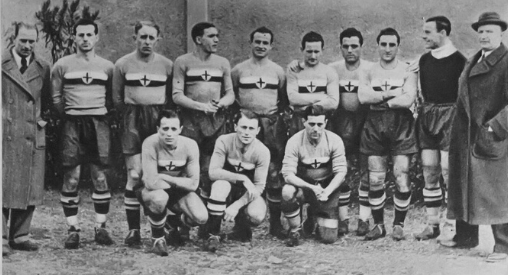
L'Alessandria della stagione di Serie B 1937-38

La prima stagione tra i cadetti terminò con una nuova delusione: dopo avere guidato la classifica per gran parte del torneo, la squadra grigia andò incontro a una crisi di risultati nel finale, che permisero a Modena e Novara di agganciarla in testa; furono gli azzurri a completare la rimonta, espugnando Alessandria all'ultima giornata, il 5 giugno 1938, e neanche gli spareggi, disputati a Milano e a Torino, risollevarono le sorti della formazione cinerina, che perse entrambe le partite e vide le altre due contendenti passare direttamente in Serie A. A partire da quel momento, l'Alessandria non riuscì più a inserirsi in modo concreto nella lotta per la promozione; anche le aspettative nate dopo l'inizio del campionato 1941-1942, con allenatore Pasquale Parodi, furono funestate nel girone di ritorno: la squadra precipitò al decimo posto.
L'evento bellico complicava poi notevolmente lo svolgimento del campionato, come dimostrano gli episodi relativi al giovane attaccante Zaio, fuggito dalla caserma per raggiungere la decimata squadra in trasferta a Pescara e perciò aggregato ai reparti diretti in Russia per punizione, e alla trasferta di Palermo del dicembre 1942, quando la squadra, impossibilitata a raggiungere la Sicilia per l'assenza di mezzi ferroviari, fu condannata dalla Federazione alla sconfitta a tavolino. Nel 1943 i campionati nazionali vennero sospesi a causa della guerra.

### I campionati di guerra e il ritorno in massima serie

L'Alessandria 1945-1946, vincitrice del campionato misto Serie B-C

Durante la guerra l'Alessandria parve ormai svuotata. Prese parte al Campionato Alta Italia 1944 tra molte difficoltà, riuscendo a fatica a radunare undici calciatori tra membri della vecchia rosa e militari di stanza in città (tra di essi, Virgilio Maroso). In un'occasione anche l'allenatore, il quarantasettenne Baloncieri, scese in campo; la squadra cinerina chiuse ultima sul campo un girone composto da formazioni liguri e piemontesi, anche di terza serie.
Alla ripresa dei campionati nazionali, la famiglia Moccagatta salì al vertice della società e gettò le basi per una risalita; per convertire definitivamente la squadra all'imperante sistema fu affiancato all'allenatore Cattaneo l'ex torinista Sperone, che aggregò Ellena e Cassano alla folta rappresentanza di elementi locali, tra cui un giovane Gino Armano. Il torneo, denominato «Promozione», si svolse in un clima molto teso a causa delle intemperanze dei tifosi: fu in quel periodo che si riaccese quel "campanilismo" che il fascismo aveva tentato di sopire; il 3 febbraio 1946, al termine della gara casalinga persa 2-3 contro il Piacenza, la polizia fu costretta a chiamare due autoblinde per sedare le intemperanze della tifoseria alessandrina, che si era scagliata contro il direttore di gara. L'Alessandria, comunque, vinse nettamente sia il girone eliminatorio che quello finale, riottenendo un posto in Serie A per la stagione 1946-1947, in cui venne sancito il ritorno del massimo campionato alla formula del girone unico.

### La seconda esperienza in Serie A e la caduta in Serie C
Il ritorno in Serie A si aprì con l'improvvisa morte del presidente Giuseppe Moccagatta, cui fu intitolato lo stadio; nelle due stagioni successive l'Alessandria ottenne alcuni successi di prestigio, specialmente quando favorita dal campo di gioco pesante (nel 1947 sconfisse per 2-0 sia il Torino che la Juventus), ma nel complesso i risultati non furono particolarmente entusiasmanti. Il 2 maggio 1948 il club subì quella che rimane ancora oggi la più pesante sconfitta mai patita da una squadra in una partita del massimo campionato a girone unico, in Torino-Alessandria 10-0; l'infierire dei granata sugli ospiti nell'ultimo quarto d'ora fu dovuto a uno screzio tra Valentino Mazzola e un tifoso che lo sbeffeggiava da bordo campo. Al termine di quel campionato, i grigi fecero ritorno in Serie B.
Proprio negli anni quaranta l'Alessandria fu protagonista di un episodio curioso quando, prima di una partita contro il Venezia, l'arbitro ordinò a una delle due squadre di cambiare divisa, poiché, a suo parere, la maglia grigia non si distingueva da quella nera degli avversari. Dopo la gara la FIGC chiese all'arbitro di sottoporsi a una visita oculistica, dalla quale risultò discromatopsico: la visita divenne allora obbligatoria per tutti gli arbitri.
La seconda esperienza in Serie B fu contrassegnata da risultati opachi (un 11º e un 18º posto); in due anni, dunque, l'Alessandria cadde dalla prima alla terza serie, rimanendo vittima negli ultimi minuti del torneo 1949-1950 della prima retrocessione in Serie C. Continuava comunque a brillare il vivaio: nel 1949 la squadra «Juniores», allenata da Umberto Dadone, vinse il campionato nazionale. In Serie C l'Alessandria disputò campionati di vertice, salvandosi nel 1952 da una riforma che abbatté di un quarto il numero delle partecipanti e ottenendo, nel successivo campionato a girone unico, il ritorno tra i cadetti.

### L'era di Silvio Sacco e le ultime stagioni in A
(Roberto Beccantini)

L'Alessandria del 1959-1960, stagione dell'esordio nelle Coppe Europee e dell'ultimo campionato di Serie A

Nel 1955 prese il timone della società Silvio Sacco, magnate petrolifero di origine tortonese, che non nascondeva l'ambizione di riportare il sodalizio in Serie A; allestì perciò una squadra in grado di lottare per il vertice nel torneo 1956-1957 e riuscì nell'opera al termine di un campionato equilibrato, contrassegnato dalla rischiosa scelta di sostituire nel finale l'esperto allenatore Sperone con il debuttante Pedroni. Rimontato il Catania in campionato e sconfitto il Brescia in uno spareggio giocato a Milano, i grigi, che peraltro nel dicembre 1956 avevano superato in amichevole la Nazionale italiana per 3-2, festeggiarono il ritorno in A dopo otto anni.
Se nei primi decenni di vita il club piemontese aveva brillato per la sua manovra offensiva, in questo periodo si dimostrò invece ottimo interprete del catenaccio e ottenne in massima serie alcune non scontate salvezze, con largo anticipo, contrassegnate dal ritorno di due alessandrini, Tagnin e Giacomazzi, in Nazionale nel 1957 e dall'esordio in prima squadra, nel giugno 1959, del quindicenne Gianni Rivera, promosso a titolare per la stagione successiva: dopo uno spettacolare gol segnato al Napoli, preceduto da un rapido slalom tra i difensori partenopei, l'allenatore e pigmalione Pedroni si mise a piangere. Sempre nella stessa annata 1959-1960, l'Alessandria esordì in una competizione internazionale, affrontando il Velež di Mostar in Coppa Mitropa. Proprio quella rimane ancora oggi l'ultima stagione nella massima categoria per l'Alessandria, che retrocesse tra i cadetti al termine del campionato, a tre anni dallo spareggio di Milano.

### Il ritorno in Serie C e la Coppa Italia Semiprofessionisti
Roma, 29 giugno 1973
Alessandria-Avellino 4-2 (dts; 1-0, 1-2, 0-0, 2-0)
Alessandria: Pozzani, Maldera II, Di Brino, Paparelli, Colombo (Mayer), Berta, Vanzini (Dolso), Salvadori, Cini, Lorenzetti, Musa. Allenatore: Marchioro.
Reti: Maldera II, Bongiorni (AV), Palazzese (AV), Cini, Lorenzetti, Lorenzetti.
Note: sospesa al 112' per invasione di campo, la gara fu omologata con il risultato di 4-2.
Ancora una volta, alla caduta in Serie B non fece seguito un'immediata riscossa; nonostante la vena realizzativa dei capocannonieri dei campionati 1960-1961 e 1961-1962 Fanello e Cappellaro, la squadra non andò oltre posizioni di centroclassifica. Durante il periodo di permanenza tra i cadetti i grigi parteciparono a due edizioni della Coppa delle Alpi (1960 e 1962, nella quale raggiunsero le semifinali), torneo dedicato inizialmente a squadre europee delle serie minori. I campionati procedevano nell'anonimato, complice il distacco del presidente Sacco, fino al 1966-1967, quando l'Alessandria – partita addirittura con ambizioni di promozione – scivolò inaspettatamente in Serie C.
In occasione dell'800º anniversario dalla fondazione della città di Alessandria, nel 1968, la società invitò la squadra brasiliana del Santos a disputare una gara amichevole allo Stadio Moccagatta. L'incontro venne disputato il 12 giugno e fu vinto dai sudamericani per 2-0: tra i gol, quello di Pelé, che uscì dallo stadio indossando la maglia numero 10 dell'Alessandria, tra i tifosi in visibilio.
Nei primi Anni Settanta l'Alessandria fallì per tre volte consecutive la promozione in Serie B in modo rocambolesco, dopo scontri al vertice risolti a sfavore per pochi punti. Trovò consolazione nelle vittorie del Campionato Juniores Semiprofessionisti 1971-1972 (con Giorgio Tinazzi allenatore e il giovane Luigi Manueli, autore di una doppietta nella finale di Rimini contro il Giulianova, capitano) e, con la prima squadra, della prima edizione della Coppa Italia Semiprofessionisti, nel 1973 (allenatore Giuseppe Marchioro), quando superò nell'ordine Asti Macobi, Savona, Derthona, Pro Vercelli, Spezia, Modena e, infine, l'Avellino, sconfitto per 4-2 dopo i tempi supplementari nella finale disputata allo Stadio Flaminio di Roma, interrotta poi a pochi minuti dalla fine per invasione di campo.

L'Alessandria della stagione 1973-1974, artefice della promozione dei grigi in serie cadetta

La promozione tra i cadetti arrivò, finalmente, vincendo con quattro giornate d'anticipo la Serie C 1973-1974, con Dino Ballacci in panchina; la stagione si chiuse in maniera convulsa, con il clamoroso esonero dell'allenatore, in contrasto con la dirigenza, dopo che la decisiva gara di Mantova aveva sancito la vittoria matematica del campionato per l'Alessandria, e con le successive dimissioni del presidente Paolo Sacco, contestato dalla tifoseria.

### Dal trentennio in Serie C al fallimento
La permanenza in Serie B durò una sola stagione e, a quindici anni dall'addio alla Serie A, sfuggì anche la categoria cadetta: nonostante un buon inizio (all'esordio i grigi espugnarono il campo di un Como destinato alla promozione), un grave infortunio privò la squadra della punta Baisi, condizionandone l'andamento e condannandola a uno spareggio salvezza disputato ancora a San Siro e perso contro la Reggiana. A partire da quel momento, i grigi diventarono una presenza fissa in quella categoria per quasi trent'anni; passata nelle mani dell'ex presidente dell'Asti Bruno Cavallo e con rose allestite secondo logiche di risparmio mediante la valorizzazione di giovani e dilettanti, l'Alessandria disputò alcuni discreti tornei, senza riuscire poi a evitare la caduta in Serie C2 nel 1979. Il passaggio all'era Sandroni coincise con il ritorno in C1 (1981-1982, con Ballacci nuovamente al timone), ma l'assenza dei mezzi economici necessari impedì di mantenere a lungo la categoria.

L'Alessandria della stagione 1985-1986

Nel 1983 iniziò da Alessandria l'ascesa nel mondo del calcio dell'ambizioso Gianmarco Calleri e del fratello Giorgio, provenienti dall'Ivrea. Le ricche campagne acquisti condotte dalla famiglia ligure, con Carlo Regalia dirigente, non diedero però risultati apprezzabili; dopo tre stagioni chiuse a ridosso della zona promozione, inasprite dalla delusione per la sconfitta nello spareggio per la Serie C1 perso al Braglia di Modena contro il Prato (1984-1985), i Calleri abbandonarono il progetto, trasferendosi nella Capitale, sponda Lazio, assieme ai calciatori più talentuosi della rosa grigia e al dirigente Regalia.
Un'Alessandria nel marasma societario, sostenuta per la prima parte del torneo dal presidente della Massese Bertoneri, partecipò dunque al campionato 1986-1987 con una rosa di giovani e la costante minaccia dell'esclusione. In quel clima fu inevitabile la prima retrocessione in Interregionale, poi evitata per la rinuncia del Montebelluna e le garanzie fornite da una nuova dirigenza, che aveva a capo l'imprenditore valenzano Gino Amisano; questi legò così il suo nome al club per quasi quindici anni. In questo lasso di tempo la squadra ottenne per due volte la promozione in Serie C1 (nel 1988-1989 e nel 1990-1991, con vittoria del campionato), superò indenne la crisi della Kappa, azienda tessile torinese che nei primi Anni Novanta aveva investito nella società e, al termine della stagione 1995-1996, mancò per un punto la qualificazione ai play-off per la Serie B. Nel 1998, in coda a un campionato combattuto, l'Alessandria retrocesse nuovamente in Serie C2, sopraffatta ai play-out dalla Pistoiese.

L'Alessandria della stagione 1997-1998

Le speranze di una risalita, maturate al termine del felice campionato 1999-2000, che conobbe il suo apice nella vittoriosa finale dei play-off vinta a Reggio Emilia contro il Prato, si affievolirono l'anno dopo, a causa della rapida ridiscesa in C2. Infine, al clamoroso esito del campionato 2001-2002, con i grigi che dapprima sperperarono nelle ultime giornate, a beneficio del Prato, l'abbondante vantaggio accumulato nei primi due terzi del torneo e successivamente persero la semifinale dei play-off a causa di una larga e inopinata sconfitta interna contro la meno quotata Sangiovannese, si aggiunse il triste epilogo dell'anno successivo: alla fine del campionato 2002-2003 la società, dopo anni di delusioni sportive e di tribolati passaggi di proprietà che coinvolsero anche il patron del Livorno ed ex-presidente del Genoa Spinelli, retrocesse tra i Dilettanti, per poi dichiarare il 13 agosto 2003 fallimento per inadempienze economiche.

### La rinascita e il ritorno tra i professionisti
In virtù delle normative federali il comune di Alessandria si fece carico di dare continuità alla tradizione calcistica cittadina fondando un nuovo club denominato Nuova Alessandria 1912, che ripartì dall'Eccellenza regionale. Nel 2004 una cordata di imprenditori locali acquistò dalla curatela fallimentare il marchio originale e le dotazioni del club preesistente; l'Alessandria fece così il suo ritorno nel calcio italiano, salendo con facilità nel campionato di Serie D. La tifoseria grigia, inizialmente ostile all'iniziativa comunale (tanto da non seguire la nuova squadra per la durata dell'intero campionato 2003-2004), venne infine ricondotta al seguito dell'Alessandria.
Dopo alcuni tornei di transizione, il 30 marzo 2008 l'Alessandria ottenne con largo anticipo sulla fine del campionato la promozione in Lega Pro Seconda Divisione per la stagione 2008-2009; il primo torneo tra i professionisti, a cinque anni dal fallimento, vide l'Alessandria costantemente al vertice. Mancata la promozione diretta in Prima Divisione per una peggiore differenza reti rispetto al Varese e persa poi la finale play-off contro il Como, la squadra grigia realizzò comunque il doppio salto dalla quinta alla terza serie, venendo inserita, al termine del torneo, nel novero delle ripescate per il campionato 2009-2010.

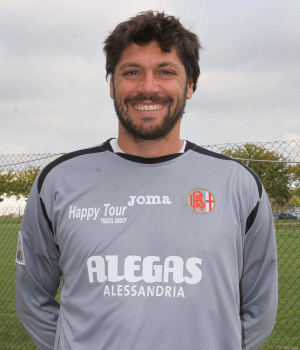
L'attaccante Fabio Artico, protagonista del ritorno dell'Alessandria tra i professionisti nel 2008

Completata la propria rinascita, al termine di un campionato di buon livello la società passò dalle mani dell'imprenditore ovadese Gianni Bianchi a quelle del già presidente del Sansovino Giorgio Veltroni. Malgrado l'improvviso ripresentarsi di criticità economiche, la squadra, ben condotta dal tecnico Maurizio Sarri, andò oltre i pronostici, centrando il terzo posto finale del campionato 2010-2011, miglior risultato sportivo da diversi decenni a quella parte, e la prima partecipazione ai play-off per la promozione in Serie B, poi persi al cospetto della Salernitana. L'era Veltroni si chiuse dopo un'unica stagione, con il ritorno sotto l'egida di imprenditori locali, ma vicende giudiziarie portate in dote dall'ex proprietà relative al caso Scommessopoli costarono alla squadra la retrocessione a tavolino in Lega Pro Seconda Divisione.

### Anni in terza serie, la Coppa Italia di Serie C e il ritorno in Serie B
Nel gennaio 2013 la società passò nelle mani dell'imprenditore torinese Luca Di Masi e, al termine del campionato 2013-2014, ottenne l'accesso al nuovo campionato di terza serie, istituito nella susseguente stagione sportiva.
Nella stagione 2015-2016 raggiunse la semifinale della Coppa Italia, eliminando in trasferta due formazioni di Serie A (Palermo e Genoa) e due di Serie B (Pro Vercelli e Spezia), diventando la prima formazione di terza serie in grado di raggiungere una fase così avanzata della competizione dopo trentadue anni.
Nella stagione 2016-2017 i grigi, allenati da Piero Braglia, stabilirono il record di punti nella prima parte di campionato (47), diventando anche la prima squadra capace di rimanere imbattuta nel girone d'andata. Nel girone di ritorno, però, l'Alessandria non mantenne lo stesso ruolino di marcia, dilapidando tutto l'ampio vantaggio accumulato sulla seconda, fino a terminare la stagione al secondo posto, con gli stessi punti della Cremonese, ma con lo scontro diretto a favore di quest'ultima, che quindi ottenne una clamorosa promozione. Malgrado il cambio di allenatore a tre giornate dalla fine con l'ingaggio di Giuseppe Pillon, all'Alessandria non rimase che la disputa dei play-off per il secondo anno consecutivo. Dopo avere superato la Casertana nel turno preliminare, il Lecce ai quarti di finale e la Reggiana in semifinale, la squadra piemontese si arrese nella finale in gara unica, persa contro il Parma.

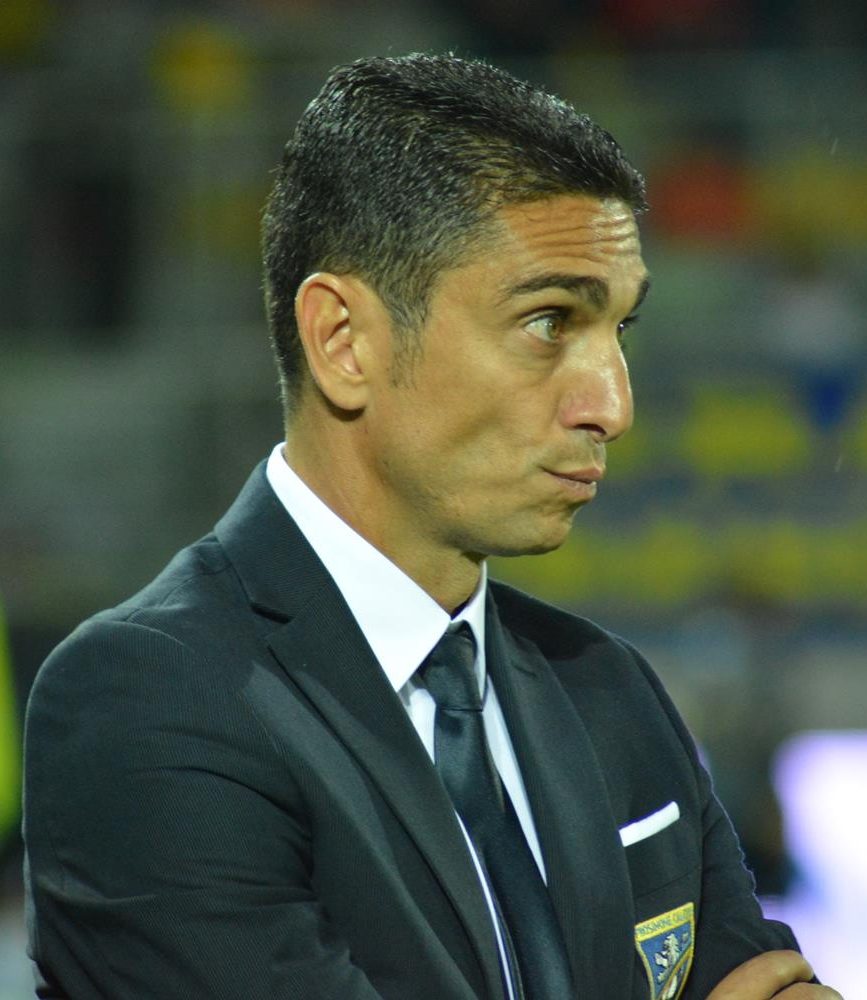
Moreno Longo, allenatore dei grigi, artefice del ritorno in Serie B nel 2021, dopo quarantasei anni di assenza.

La stagione 2017-2018, con Cristian Stellini in panchina, vede i grigi posizionati al quartultimo posto in classifica dopo i primi 15 turni di campionato. Dalla 16ª giornata la squadra, affidata a Michele Marcolini, fu protagonista di un deciso cambio di marcia che le permise di agganciare agevolmente la zona play-off e di vincere, inoltre, la Coppa Italia di Serie C, superando, nella doppia finale, la Viterbese. Negli ottavi di finale dei play-off l'Alessandria venne tuttavia eliminata a sorpresa dalla Feralpisalò (vittoria per 3-2 in trasferta e sconfitta per 1-3 in casa).
Nella stagione seguente la panchina venne affidata all'allenatore Gaetano D'Agostino, sollevato poi dall'incarico alla 27ª giornata e sostituito da Alberto Colombo. Dopo avere terminato al 10º posto in classifica con 45 punti la stagione regolare del girone A della Serie C, la squadra venne eliminata al primo turno dei play-off dalla Pro Vercelli, perdendo 3-1 in trasferta.
A seguito della conclusione del rapporto contrattuale di Massimo Cerri e di Alessandro Soldati con l’Alessandria, il 3 giugno 2019 venne ufficializzato il ritorno in società della bandiera grigia Fabio Artico in qualità di direttore sportivo e, successivamente, quello di Cristiano Scazzola come allenatore e Marco Martini come vice. A gennaio Scazzola venne sostituito da Angelo Gregucci, con cui il campionato venne concluso al quinto posto e con la successiva eliminazione agli ottavi di finale dei play-off contro il Carpi dopo un pareggio in trasferta (2-2), a causa del peggiore piazzamento in classifica rispetto agli emiliani.
Nella stagione 2020-2021 l'Alessandria militò nel girone A della Serie C: dopo un girone d'andata deludente, Angelo Gregucci venne sostituito da Moreno Longo. La squadra mostrò un ottimo rendimento nel girone di ritorno, chiudendo il campionato al secondo posto. Nel corso dei play-off per l'assegnazione dell'ultimo posto disponibile per l'accesso alla Serie B, i grigi eliminarono Feralpisalò e AlbinoLeffe rispettivamente ai quarti di finale e nelle semifinali, trovando il Padova in finale. La gara d'andata all'Euganeo di Padova terminò 0-0. Nella gara di ritorno, al Moccagatta di Alessandria, nel corso dei 90 minuti regolamentari e dei successivi 30 supplementari il risultato rimase fermo sullo 0-0. Il verdetto finale venne pertanto deciso dai tiri di rigore, con i grigi che si imposero per 5-4, ritornando pertanto in Serie B dopo 46 anni. Il successivo campionato di Serie B 2021-2022 si concluse amaramente per gli alessandrini, che retrocessero in Serie C per effetto della sconfitta subita all'ultima giornata in casa contro il Vicenza, che, a parità di punti, ebbe accesso ai play-out per avere vinto i due scontri diretti contro i grigi.

### Il ritorno in Serie C, la retrocessione in Serie D e il secondo fallimento
Nella successiva stagione, l'Alessandria viene inserita nel girone B di Serie C. In estate, il presidente Di Masi annuncia di voler smantellare la squadra e di voler vendere la società. In seguito decide, tuttavia, di restare alla guida dei grigi ma di avviare un progetto giovane e sostenibile, in attesa dell'arrivo di potenziali acquirenti. Al termine della stagione, la squadra mantiene la categoria dopo aver vinto, nel doppio confronto, le gare di play-out contro il San Donato Tavernelle.
Il 14 maggio 2023 la società passa nelle mani di Enea Benedetto (60%) e Alain Pedretti (40%). I mesi seguenti si rivelano molto complicati per l'Alessandria, con difficoltà nell'iscrizione della squadra al campionato di Serie C e frequenti litigi e tra i due soci, che portano a un via vai di collaboratori e direttori e alla cessione dei giocatori in rosa più importanti. Nel settembre 2023 vengono licenziati il dg Zerbo (reintegrato come direttore amministrativo poco dopo) ed il direttore sportivo Umberto Quistelli quest'ultimo dopo essere stato trasportato in pronto soccorso a causa di una rissa con Michel Stojkovic, "market maker" designato da Benedetto. Pochi giorni dopo, nel caos societario più totale, viene esonerato anche l'allenatore Fulvio Fiorin, sostituito da Vitantonio Zaza, già allenatore della formazione Under-15. Il 4 ottobre viene reintegrato anche Quistelli e in panchina Zaza viene sostituito da Marco Banchini.. Con la squadra all'ultimo posto in classifica (un solo punto in 7 partite) e la società in forte difficoltà finanziaria Enea Benedetto e Alain Pedretti cedono tutte le quote alla società Alessandria 2023 S.r.l. guidata dall'imprenditore Andrea Molinaro. Benedetto mantiene, in un primo momento, la carica di Presidente, mentre Molinaro assume la carica di Amministratore Delegato. Questo nuovo assetto societario porta maggiore serenità al Club e la squadra inanella le prime vittorie stagionali. Tuttavia, nonostante i buoni risultati, il Direttore Tecnico Ninni Corda, da poco entrato in società, decide di sostituire l'allenatore Marco Banchini con Sergio Pirozzi, ex sindaco di Amatrice e consigliere regionale del Lazio. Il 7 dicembre viene nominato un nuovo CdA: dopo 7 mesi Benedetto esce definitivamente di scena e Molinaro assume la carica di presidente. Dopo varie prestazioni poco convincenti e una serie negativa di risultati, il 27 dicembre la dirigenza decide di esonerare sia Ninni Corda che Sergio Pirozzi, richiamando alla guida dei grigi Marco Banchini, esonerato poco più di un mese prima. Il ritorno del tecnico lombardo, però, non ha l'effetto sperato e la squadra non riesce a staccarsi dall'ultimo posto, complici anche alcuni punti di penalizzazione inferti a causa di violazioni amministrative. Tutto ciò porta all'esonero di Banchini e alla promozione del suo vice Jonatan Binotto alla guida della squadra, che retrocede matematicamente in Serie D con tre giornate d'anticipo il 6 aprile 2024, dopo la sconfitta contro il Fiorenzuola. Nell'estate dello stesso anno, a causa della pesante situazione debitoria, il club non riesce a perfezionare l'iscrizione al campionato 2024-2025, e viene successivamente dichiarato fallito.

### La rinascita dai dilettanti
A seguito dell'esclusione dalla Serie D, l'ASCA, altra squadra cittadina iscritta al campionato di Promozione piemontese girone D, senza alcun legame con l'U.S. Alessandria Calcio 1912, decide di proseguirne la tradizione assumendo il nome di Forza e Coraggio Alessandria (nome della società ginnica che diede vita allo storico club cittadino), adottandone anche i colori. Il campionato 2024-2025, segnato dal record di oltre mille abbonamenti sottoscritti dai tifosi,  vede il ritorno dello storico derby tra Alessandria e Casale; la gara di ritorno disputata al Moccagatta e terminata a reti inviolate vede la presenza di oltre 4200 spettatori, record assoluto per la categoria. La nuova società riesce a vincere al primo anno il campionato di Promozione e a dare inizio alla scalata dell'Alessandria verso campionati di più alta categoria.
Il 6 giugno 2025 la Forza e Coraggio si aggiudica all'asta il ramo d'azienda dell'Alessandria Calcio per un totale di 110 mila euro, assumendone nome e marchio. Questa data segna, dopo un anno di assenza, il ritorno dello storico nome e marchio nel panorama calcistico italiano.

## Colori e simboli

### Colori
Il colore sociale dell'Alessandria è il grigio, precisamente il "Cool Gray 7 C" della classificazione Pantone; è l'unica squadra in Europa a indossarlo.
La prima divisa dell'Alessandria, utilizzata per un breve periodo successivo alla nascita, era bianca e azzurra, a tre grandi strisce verticali; la sua adozione, secondo quanto riportato da Antonio Fasano nel 1962, risale all'acquisto o al prestito di una dotazione di maglie usate dalla Vigor, squadra torinese attiva già dal 1906. Questa teoria sarebbe convalidata, oltre che dalla similarità delle divise rilevabile dal confronto tra le immagini d'epoca, dalla presenza dello stemma di Torino su una maglia. Queste divise, una volta usurate, sarebbero state poi sostituite da quelle di colore grigio donate da Giovanni Maino, patron della quarta industria ciclistica fondata in Italia e prima a non avere sede a Milano; il benestare dell'imprenditore sarebbe giunto in un'osteria cittadina, dopo una richiesta informale.
Più recentemente, Ugo Boccassi ha ipotizzato che i completi biancazzurri fossero stati acquistati in realtà dalla Vigo & C., azienda tessile di Torino specializzata in forniture per giocatori di foot-ball, e che dunque la Vigor non sia mai stata direttamente coinvolta nella loro scelta, che il loro utilizzo sia da ricollegare ad altre cause e che si sia poi scelto di tornare al grigio della Forza e Coraggio; sebbene l'«argento» sia caratteristico dello stemma comunale, alcune fonti narrano che il grigio avesse soppiantato il bianco, troppo incline a macchiarsi. In ogni caso, il colore grigio rimase anche dopo la fusione, avvenuta nel 1920, con l'Alessandrina.
Sul finire degli anni trenta furono apportate prime modifiche a una maglia da sempre prevalentemente monocroma, accompagnata tutt'al più da un colletto bianco o biancorosso, da uno scudo crociato all'altezza del petto o da calzoncini grigi o neri. Con la prima stagione in Serie B (1937-1938) esordì una maglia grigia con fascia orizzontale bianca e rossa. La storia della divisa "grigiocerchiata" fu rapidamente archiviata al termine di quell'annata, ma trovò echi in alcuni completi destinati ai portieri nel turbolento decennio successivo e nella singolare maglia biancocerchiata elaborata per la stagione 1948-1949, anch'essa di breve vita.
Dagli anni cinquanta in poi, la maglia dell'Alessandria fu più volte ridisegnata e al grigio furono abbinati diversi colori. In particolare tra il 1956 e il 1964 venne adottata una maglia grigia con colletto, pantaloncini e calzettoni azzurri, il cui disegno fu scelto dai tifosi attraverso un sondaggio; successivamente negli anni settanta-ottanta i pantaloncini divennero neri, come quelli delle origini, mentre il colletto, per un breve periodo, venne tramutato in rosso. Per parte degli anni ottanta, inoltre, lo stemma fu ingrandito e spostato al centro della maglia. Per tutto l'ultimo decennio del XX secolo, infine, vennero mantenute la maglia cinerina e i calzoncini neri; è per questo motivo che i giocatori dell'Alessandria, con il passare del tempo, sono stati sempre più spesso soprannominati erroneamente "i grigioneri".
Dopo il fallimento della squadra, avvenuto nel 2003, nacque una società chiamata Nuova Alessandria 1912: essa indossò, nel corso del Campionato di Eccellenza 2003-2004, una maglia divisa verticalmente a metà, colorata per una parte di bianco e per l'altra di grigio. Dopo la riacquisizione del marchio e dei trofei, nel 2004, ritornò l'Unione Sportiva, con la tradizionale maglia grigia; nel 2006, in occasione del 50 anniversario dell'ultima promozione in Serie A, la società scelse d'ispirarsi allo stile utilizzato negli anni Cinquanta, dapprima adottando calzoncini e calzettoni azzurri e, successivamente, applicando alla divisa un bordo del medesimo colore. Dal 2007 sono state utilizzate per lo più divise a tinta unita, mentre negli ultimi anni si è verificato un aumento degli accostamenti con il rosso.
Data l'unicità della maglia grigia nel panorama calcistico la seconda divisa risulta ben poco utilizzata dalla società; nella stagione 2007-2008, per esempio, non venne neppure presentata, e i calciatori disputarono tutte le gare in maglia grigia alternando, all'occorrenza, i pantaloncini grigi o neri. Anche il completo da trasferta ebbe, quando presente, una sua evoluzione, con frequenti cambiamenti di foggia: negli anni Cinquanta constava di maglia granata e pantaloncini azzurri, negli Anni Sessanta e Settanta era interamente azzurra con banda grigia verticale a sinistra, più recentemente prevalse l'utilizzo di magliette rosse e, in alcuni casi, verde chiaro (soprattutto a fine Anni Novanta, quando lo sponsor era la Cassa di Risparmio di Alessandria). Una terza maglia gialla viene usata in casi sporadici, come le partite contro i grigiorossi della Cremonese. Dopo un forte legame con Adidas, dalla fondazione della Forza e Coraggio nel 2024, lo sponsor tecnico è tornato a essere Erreà, mentre quelli di maglia, nella stagione 2024/2025 sono stati 958 Santero e GLS (fronte) e Kaceli (retro).

### Simboli ufficiali

#### Stemma

Cartolina d'epoca ritraente l'Arco di trionfo di Alessandria

Il caratteristico stemma dell'Unione Sportiva fu disegnato dall'incisore Lorenzo Carrà nel 1920. È circolare o a volte riprodotto all'interno di scudi polacchi, prevalentemente grigio con una sezione bianca e crociata di rosso e con un monogramma riproducente le lettere intrecciate U, S e A. Quest'ultima, per forma, ricorda uno dei monumenti-simbolo di Alessandria, ovvero il settecentesco Arco di trionfo di piazza Giacomo Matteotti. Il Guerin Sportivo, nel febbraio 2013, lo ha classificato 26º in una graduatoria comprendente i cento migliori stemmi del calcio mondiale.

Il classico stemma dell'U.S. Alessandria, con monogramma e sezione crociata
Lo stemma «commerciale», utilizzato a partire dal 2015, che indica anche la ragione sociale della società

#### Mascotte
Il simbolo della squadra è l'orso. L'idea fu del disegnatore "Carlin" Bergoglio, storico vignettista del Guerin Sportivo che, negli anni Venti creò mascotte (prevalentemente animali) per molte squadre di calcio italiane: optò per questa scelta facendo riferimento «al gioco pacato, ma scardinatore dell'undici grigio, un gioco che raggiungeva la punta massima proprio in quelle giornate di clima siberiale e su terreni pantanosi». In alcune vignette del periodo Carlin, come ulteriore simbolo d'identificazione con la città, tra i principali centri mondiali della produzione di cappelli, raffigurò l'orso alessandrino con una bombetta in testa (forse rifacendosi a una pubblicità Borsalino creata dal cartellonista Aleardo Terzi nel 1909). Questo storico abbinamento ha ispirato varie strategie di comunicazione e promozione: tra le più recenti, la nascita della mascotte ufficiale, Grison, nel 2014.

#### Inno
L'inno ufficiale dell'Alessandria Calcio è "Forza Alessandria", testi e musica di Cristiano Macrì, registrato da Oliviero Orsi. Viene trasmesso prima dell'inizio di ogni partita allo Stadio Giuseppe Moccagatta, durante l'uscita dei giocatori dagli spogliatoi.
Esiste anche un inno in dialetto, composto e cantato da Franco Rangone, dal titolo "Duma Grigi".

## Strutture

### Stadio

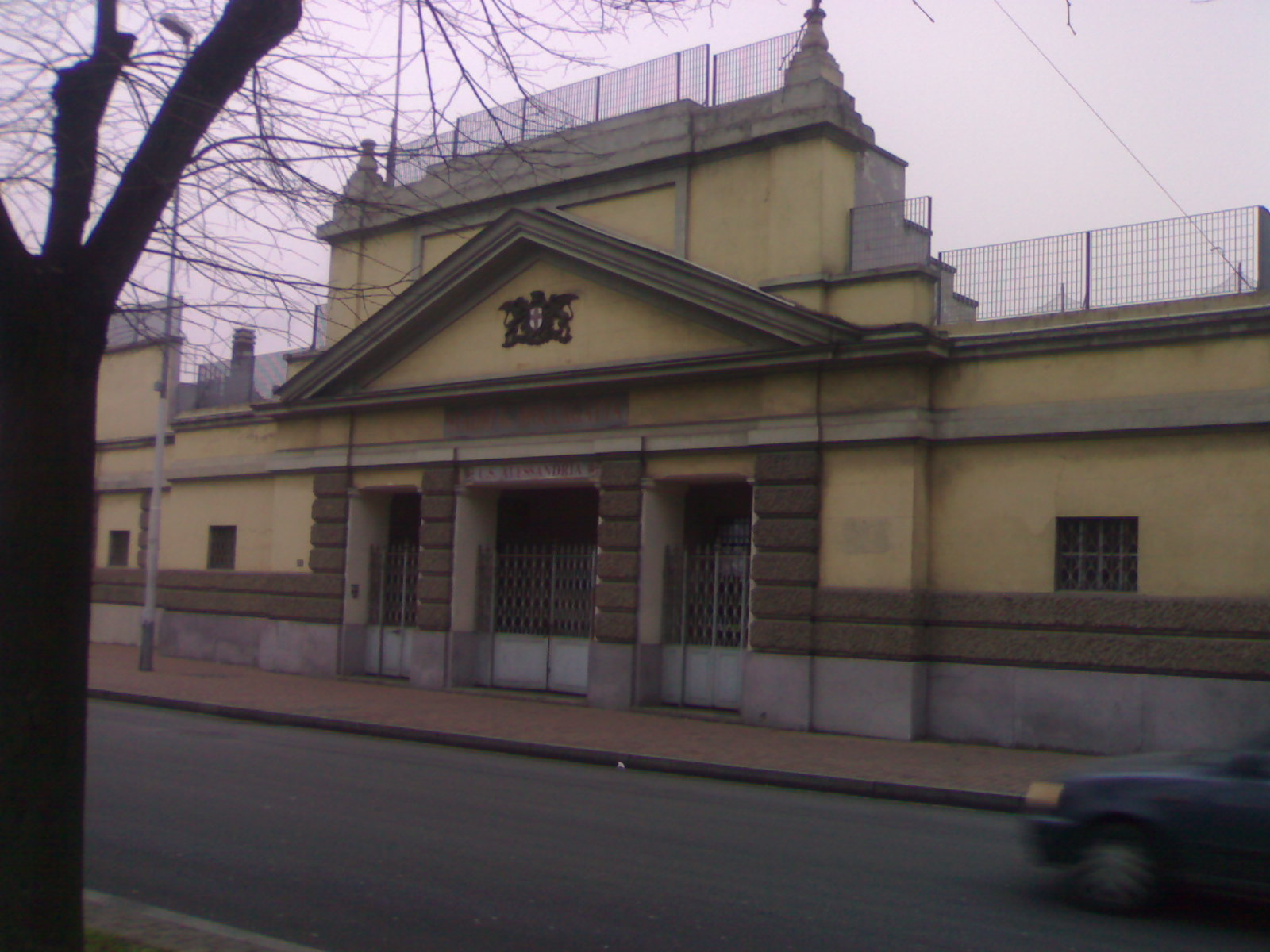
La facciata dello Stadio Moccagatta

Da oltre ottant'anni il club disputa le sue partite interne presso lo Stadio Giuseppe Moccagatta di Spalto Rovereto. Nel 2006 e nel 2010 sono state ventilate ipotesi relative all'edificazione di un nuovo campo da gioco nelle zone periferiche della città piemontese, ma nessun atto concreto è mai stato avviato.
Inizialmente l'Alessandria organizzò le sue gare sui campi di Piazza d'Armi Vecchia (attuale Piazza Matteotti), tra il 1912 e il 1915, e nella zona dell'attuale campo d'aviazione, su un campo costruito da prigionieri di guerra austriaci, fino al 1919. Successivamente, per un decennio, la squadra grigia si mise in luce sul campo del quartiere Orti, ribattezzato dai tifosi «il pollaio», poiché in quel luogo venivano «spennati» gli avversari e per gli spogliatoi in legno, o «la fabbrica del fango» per il terreno umido e scivoloso. Il progetto per l'attuale campo da gioco fu presentato tra il 1927 e il 1928; prevedeva l'allestimento di un innovativo centro sportivo di qualità, ma fu accantonato in seguito alle polemiche suscitate dall'idea di erigere a fianco degli impianti ludici un monumento ai Caduti, giudicato da molti stonato accanto a costruzioni di quel tipo. I piani furono dunque ridimensionati, ma il 6 ottobre 1929 l'Alessandria poté giocare la sua prima partita presso l'attuale stadio, inaugurato poi ufficialmente il 28 di quel mese in occasione del settimo anniversario della marcia su Roma.
Intitolato nel 1946 a Giuseppe Moccagatta, lo Stadio subì nel corso dei decenni vari rinnovi. Nel 1957, con la promozione in A, fu ampliato a 25 000 posti, per poi conoscere il degrado negli anni successivi: per lunghi periodi ampi settori delle tribune furono dichiarati inagibili. Nel gennaio 1995, dopo l'alluvione che aveva colpito la città pochi mesi prima, la capienza fu ridotta prima a 8 182 e poi a 7 694 posti; sulla base di norme introdotte negli ultimi anni, solo 5 827 di essi sono utilizzabili. Con la ricostruzione della curva nord nel 2010, del settore rettilineo e del settore parterre trasformato nel settore pitch view nel 2017, la capienza è aumentata a 6 000 posti.

### Centro di allenamento
La prima squadra attualmente svolge i propri allenamenti presso il C.S. "Giovanni Ferrari", nel quartiere Europa, e saltuariamente presso il C.S. "Renato Cattaneo" e il C.S. Centogrigio.

## Società

### Organigramma societario
Di seguito l'organigramma tratto dal sito Internet ufficiale della società.
- Antonio Barani - Presidente

Area tecnica
- Alberto Merlo - Allenatore

Area organizzativa
- Gregorio Mazzone - Resp. rapporti con la tifoseria - SLO

Area sanitaria

### Sponsor
Di seguito l'elenco dei fornitori tecnici e degli sponsor ufficiali della storia della società.
| Cronologia degli sponsor tecnici - dal 1984 al 1986: Ennerre - dal 1986 al 1988: Puma - dal 1988 al 1990: Diadora - dal 1990 al 1994: Kappa - dal 1994 al 1997: Diadora - stagione 1997-1998: Sportika - dal 1998 al 2001: Erreà - stagione 2001-2002: Galex - stagione 2002-2003: Lotto - stagione 2004-2005: Look - stagione 2005-2006: Sportika - dal 2006 al 2008: Garman - dal 2008 al 2010: Joma - dal 2010 al 2013: Macron - dal 2013 al 2017: Acerbis - dal 2017 al 2020: Erreà - dal 2020 al 2024: Adidas - dal 2024: Erreà | Cronologia degli sponsor ufficiali - stagione 1981-1982: INA Assitalia - dal 1982 al 1986: nessuno sponsor - dal 1986 al 1991: AGV - dal 1991 al 1993: ERG - dal 1993 al 2003: Cassa di Risparmio di Alessandria - stagione 2004-2005: nessuno sponsor - stagione 2005-2006: Cassa di Risparmio di Alessandria - stagione 2006-2007: Cafè Sol - stagione 2007-2008: Costa Crociere - stagione 2008-2009: Alegas-Suisse Gas - stagione 2009-2010: Alegas-Happy Tour - stagione 2010-2011: Alegas-Cassa di Risparmio di Alessandria - stagione 2011-2012: GSA - stagione 2012-2013: nessuno sponsor - stagione 2013-2014: Azimut (ottobre 2013) e Relais 23 (dal gennaio 2014) - stagione 2014-2015: Relais 23 - dal 2015 al 2021: GLS, ASCOM Alessandria e 958 Santero - dal 2021 al 2023: Y3K e Valmora - stagione 2023-2024: Vectorium (girone di andata), Gruppo Maestri (girone di ritorno) e Chieppa Building & Constructions Group - stagione 2024-2025: 958 Santero, GLS, Kaceli e Edilcasa. |

### Settore giovanile
L'Alessandria ha per lunghi anni attinto quasi esclusivamente dal suo settore giovanile, in coerenza con i principi della «scuola alessandrina». Fu l'ex calciatore e talent scout Giuseppe Cornara (che vinse il premio Seminatore d'oro nel 1958, seguito nel 1966 da Umberto Dadone), a fondare il Centro Addestramento Giovani Calciatori dell'Alessandria, una delle prime scuole calcio italiane, nel 1957.
A oggi, il settore giovanile agonistico comprende la squadra partecipante al campionato nazionale Primavera 2, l'Under-17, l'Under-16 e l'Under-15. L'attività di base (AdB) comprende: l'Under 14 nazionale, l'Under 13 nazionale, l'Under 12, l'Under 11, l'Under 10, l'Under 9-8. È inoltre presente, parallelamente all'AdB, il percorso formativo Accademia Grigia, progetto comprendente 120 bambini dall'Under 10 all'Under 16.

## L'Alessandria nella cultura di massa
L'Alessandria è generalmente annoverata tra le «nobili decadute» del calcio italiano, assieme ad altre «provincial[i] che non ce l'ha[nno] fatta di fronte alle esigenze del calcio superprofessionistico», come ha scritto il giornalista Rino Tommasi.
In virtù di questa considerazione ha ispirato il film del regista Mario Camerini Gli eroi della domenica (1952), la cui trama ruota attorno alle vicende di una squadra provinciale intenta a preparare una gara di campionato decisiva per la salvezza, e il romanzo del giornalista sportivo Fabio Caressa Scrivilo in cielo (2014), nel quale una giovane donna si ritrova alla presidenza della società al suo ritorno in Serie A, tra varie difficoltà economiche.
Dell'Alessandria scrisse inoltre Alessandro Baricco in un articolo (Quando Rivera era un tecnigrafo al Moccagatta) del 25 gennaio 1995 per la rubrica Barnum del quotidiano La Stampa, raccolto nello stesso anno in un omonimo volume (e ivi intitolato La palla dopo il diluvio); l'occasione era la riapertura dello stadio "Moccagatta", due mesi e mezzo dopo l'esondazione del fiume Tanaro.
Alessandria-Padova del 10 gennaio 1960, commentata da Andrea Boscione, fu una delle tre partite scelte per il debutto della trasmissione radiofonica Tutto il calcio minuto per minuto).
La rinascita nel 2024 a seguito del fallimento dell'US Alessandria, portata avanti dall'Asca, che ha continuato la tradizione del calcio alessandrino, modificando il nome in Forza e Coraggio Alessandria, utilizzando il colore grigio e giocando al Moccagatta, è stata notata da influencer e tiktoker famosi in tutto il Paese che, nel corso della stagione 2024/2025, sono stati ospiti della società, raccontando con video e immagini la storia passata e presente dei Grigi, facendo un focus anche sulla tifoseria che, nonostante la partecipazione alla Promozione, sesto livello del calcio italiano, ha continuato a seguire fortemente la squadra, in casa e in trasferta. Il ritorno dopo 11 anni del derby contro i rivali del Casale, con il raggiungimento del record italiano di presenze per la categoria, circa 4500 spettatori nella gara di ritorno al Moccagatta, ha attirato altresì giornalisti e inviati provenienti da tutta Italia e dall'estero, fra cui quelli di Striscia la Notizia, Gianlucadimarzio.com e della rivista britannica Football Weekends.

## Allenatori e presidenti

### Allenatori
La ricostruzione storica indica che, tra il 1912 e il 2015, si sono succeduti alla conduzione tecnica dell'Alessandria 93 diversi allenatori, con alcuni punti non del tutto chiari (ci sono dubbi in merito a chi abbia ricoperto il ruolo per primo e sull'allenatore della stagione 1924-1925).
Dopo l'insediamento di George Smith e la teorizzazione della «scuola alessandrina», la dirigenza grigia si affidò per lungo tempo a chi meglio sapeva portarne avanti i principi, a partire dall'allievo Carcano, a oggi l'allenatore più presente in gare di campionato (126 tra il 1919 e il 1930) cui seguirono Révész, Stürmer, Baloncieri e infine Dadone, il quale, pur non occupandosi direttamente della prima squadra, fece a lungo da supervisore e da "ponte" tra quella e il vivaio.
Sono da citare poi i «difensivisti» Franco Pedroni, artefice del «catenaccissimo» che fruttò ai grigi la promozione e la permanenza in Serie A a fine anni Cinquanta, Dino Ballacci e Renzo Melani, vincitore di un campionato di Serie C2 nel 1988-1989 (in quell'anno l'Alessandria, con 12 reti subite in 34 gare, vantò la miglior difesa di tutte le categorie professionistiche) e poi dirigente. Un sondaggio effettuato nel 2012 dal periodico Il Piccolo, indicava Ballacci, ricordato per la promozione in B del 1974 e per quella in C1 del 1981, come l'allenatore più amato dai tifosi dell'Alessandria, davanti a Maurizio Sarri, che nel 2011 condusse l'Alessandria ai vertici della Lega Pro Prima Divisione nonostante la società fosse in preda a una grave crisi economica, e Giuseppe Sabadini, vincitore del campionato di C2 nel 1991.
- 1912-1913  Enrico Badò
- 1913-1915  George Arthur Smith
- 1919-1920  Carlo Carcano
- 1920-1922  Percy Humphreys
- 1922-1923  Carlo Carcano e  Béla Révész
- 1923-1924  Béla Révész
- 1924-1925  László Gonda
- 1925-1926  Augusto Rangone
- 1926-1930  Carlo Carcano
- 1930-1931  Béla Révész
- 1931-1932  Karl Stürmer
- 1932-1933  Ferenc Molnár (1ª-12ª)
 Heinrich Bachmann (12ª-34ª)
- 1933-1934  Franz Hänsel
- 1934-1935  Otto Krappan (1ª-16ª)
 Rudolf Soutschek (17ª-30ª)
- 1935-1936  Rudolf Soutschek (1ª-25ª)
 Karl Stürmer (26ª-30ª)
- 1936-1937  Karl Stürmer (1ª-13ª)
 Elvio Banchero (14ª-30ª)
- 1937-1938  Rudolf Soutschek (1ª-?ª)
 Renato Cattaneo (?ª-34ª e spareggi)
- 1938-1939  Renato Cattaneo
- 1939-1940  Vittorio Faroppa (1ª-24ª)
 Otto Krappan (25ª-34ª)
- 1940-1941  Otto Krappan
- 1941-1942  Pasquale Parodi
- 1942-1944  Adolfo Baloncieri
- 1944-1945  Umberto Dadone
- 1945-1946  Mario Sperone
- 1946-1947  Giovanni Battista Rebuffo (1ª)
 Felice Borel e  Amilcare Savojardo (2ª-9ª)
 Umberto Dadone (10ª)
 Lajos Nemes Kovács (11ª-38ª)
- 1947-1948  Lajos Nemes Kovács
- 1948-1950  Albert Flatley
- 1950-1951  Tony Cargnelli
- 1951-1954  Giacomo Neri
- 1954-1955  Nereo Marini (1ª-30ª)
 Luciano Robotti e  Renato Cattaneo (D.T.) (31ª-34ª)
- 1955-1956  Pietro Scamuzzi (1ª-4ª)
 Luigi Allemandi e  Luciano Robotti (5ª)
 Mario Sperone (6ª-34ª)
- 1956-1957  Mario Sperone (1ª-27ª)
 Luciano Robotti (28ª-34ª)
- 1957-1960  Franco Pedroni e  Luciano Robotti
- 1960-1961  Camillo Achilli
- 1961-1962  Pietro Rava
- 1962-1963  Pietro Rava (1ª-30ª)
 Angelo Franzosi (31ª-38ª)
- 1963-1964  Angelo Franzosi e  Valentino Sala (D.T.) (1ª-11ª)
 Luigi Vitto (12ª-24ª)
 Anselmo Giorcelli (25ª-38ª)
- 1964-1965  Anselmo Giorcelli e  Giulio Cappelli (D.T.) (1ª)
 Henri-Gérard Augustine e  Giulio Cappelli (D.T.) (2ª-26ª)
 Aristide Coscia e  Giulio Cappelli (D.T.) (27ª-38ª)
- 1965-1966  Federico Allasio (1ª-5ª)
 Aristide Coscia (6ª)
 Aristide Coscia e  Gino Armano (D.T.) (7ª-19ª)
 László Székely e  Gino Armano (D.T.) (20ª-38ª)
- 1966-1967   Héctor Puricelli (1ª-12ª)
 Giulio Cappelli (13ª-16ª)
 László Székely (17ª-38ª)
- 1967-1969  Mario Pietruzzi
- 1969-1971  Sergio Manente
- 1971-1972  Mario David (1ª-26ª)
 Mario Pietruzzi (27ª-38ª)
- 1972-1973  Giuseppe Marchioro
- 1973-1974  Dino Ballacci (1ª-33ª)
 Mario Pietruzzi (34ª-38ª)
- 1974-1975  Sergio Castelletti (1ª-26ª)
 Anselmo Giorcelli (27ª-38ª e spareggio)
- 1975-1976  Giacomo Losi (1ª)
 Franco Viviani (2ª-38ª)
- 1976-1977  Mario Trebbi e  Franco Viviani
- 1977-1978  Mario Trebbi (1ª-14ª)
 Romano Mattè (15ª-38ª)
- 1978-1979  Guido Capello
- 1979-1980  Eugenio Fantini (1ª-18ª)
 Ermanno Tarabbia (19ª-25ª)
 Raffaele Cuscela (26ª-34ª)
- 1980-1982  Dino Ballacci
- 1982-1983  Gian Piero Ghio (1ª-15ª)
 Amilcare Ferretti (16ª-34ª)
- 1983-1984  Amilcare Ferretti (1ª-2ª)
 Natalino Fossati (3ª-25ª)
 Antonio Colombo (26ª-34ª)
- 1984-1985  Alberto Mari (1ª-11ª)
 Carlo Tagnin (12ª-34ª e spareggio)
- 1985-1986  Carlo Tagnin
- 1986-1987  Amilcare Ferretti (1ª-22ª)
 Antonio Colombo (23ª-34ª)
- 1987-1988  Adelmo Capelli (1ª-24ª)
 Dino Ballacci (25ª-34ª)
- 1988-1989  Renzo Melani
- 1989-1990  Renzo Melani (1ª-27ª)
 Antonio Colombo (28ª-34ª)
- 1990-1991  Giuseppe Sabadini
- 1991-1992  Giuseppe Sabadini (1ª-8ª)
 Enzo Riccomini (9ª-17ª)
 Giuseppe Sabadini (18ª-34ª)
- 1992-1993  Giuseppe Sabadini (1ª-11ª)
 Ferruccio Mazzola (12ª-34ª)
- 1993-1994  Ferruccio Mazzola (1ª-15ª)
 Giorgio Roselli (16ª-34ª e play-out)
- 1994-1995  Giorgio Roselli (1ª-15ª)
 Gianfranco Motta (16ª-34ª)
- 1995-1996  Gianfranco Motta (1ª-12ª)
 Enzo Ferrari (13ª-34ª)
- 1996-1997  Enzo Ferrari
- 1997-1998  Giuliano Zoratti (1ª-7ª)
 Corrado Orrico (8ª-34ª e play-out)
- 1998-2000  Claudio Maselli
- 2000-2001  Roberto Pruzzo (1ª-12ª)
 Sergio Rossetti (13ª-19ª)
 Roberto Pruzzo (20ª-34ª)
- 2001-2002  Oscar Piantoni (1ª-30ª)
 Sergio Caligaris (31ª-34ª)
- 2002-2003  Dino Pagliari (1ª-19ª)
 Aurelio Andreazzoli (20ª-24ª)
 Carlo Soldo (25ª-34ª)
- 2003-2004 ...
- 2004-2005  Riccardo Milani
- 2005-2006  Enrico Nicolini (1ª-5ª)
 Fabrizio Viassi (6ª-22ª)
 Mauro Della Bianchina (23ª-34ª)
- 2006-2007  Felice Tufano (1ª-15ª)
 Romeo Azzali (16ª-34ª)
- 2007-2008  Salvatore Jacolino
- 2008-2009  Salvatore Jacolino (1ª-19ª)
 Luciano Foschi (20ª-34ª e play-off)
- 2009-2010  Luciano Foschi (1ª-12ª)
 Francesco Buglio (13ª-34ª)
- 2010-2011  Maurizio Sarri
- 2011-2012  Alessio De Petrillo (1ª-6ª)
 Giuliano Sonzogni (7ª-38ª)
- 2012-2013  Giovanni Cusatis (1ª-27ª)
 Egidio Notaristefano (28ª-34ª)
- 2013-2014  Egidio Notaristefano (1ª-10ª)
 Luca D'Angelo (11ª-34ª)
- 2014-2015  Luca D'Angelo
- 2015-2016  Giuseppe Scienza (1ª-4ª)
 Angelo Gregucci (5ª-34ª e play-off)
- 2016-2017  Piero Braglia (1ª-35ª)
 Giuseppe Pillon (36ª-38ª e play-off)
- 2017-2018  Cristian Stellini (1ª-15ª)
 Michele Marcolini (16ª-38ª e play-off)
- 2018-2019  Gaetano D'Agostino (1ª-27ª)
 Alberto Colombo (28ª-38ª e play-off)
- 2019-2020  Cristiano Scazzola (1ª-19ª)
 Marco Martini (20ª)
 Angelo Gregucci (21ª-27ª e play-off)
- 2020-2021  Angelo Gregucci (1ª-19ª)
 Moreno Longo (20ª-38ª e play-off)
- 2021-2022  Moreno Longo
- 2022-2023  Fabio Rebuffi (1ª-27ª)
 Maurizio Lauro (28ª-38ª e play-out)
- 2023-2024  Fulvio Fiorin (1ª-4ª)
 Vitantonio Zaza (5ª-6ª)
 Marco Banchini (7ª-14ª)
 Sergio Pirozzi (15ª-19ª)
 Marco Banchini (20ª-32ª)
 Jonatan Binotto (33ª-38ª)
- 2024-2025  Mattia Greco (1ª-11ª)
 Alberto Merlo (12ª-30ª)

### Presidenti
Compresi i commissari straordinari, sono cinquantre i nomi dei presidenti succedutisi alla guida dell'Alessandria; nella stagione 1954-1955, inoltre, fu ai vertici della società un comitato di reggenza composto da sei commissari. Tradizionalmente si indica Alfredo Ratti come primo membro del sodalizio a rivestire il ruolo; tecnicamente, secondo Ugo Boccassi, andrebbe considerato tale l'allora presidente della Forza & Coraggio, Italo Filippa. Nei primi tre decenni ricoprirono il ruolo personalità legate dapprima al mondo dell'industria (Ansaldo, Borsalino) e poi, dal 1928, al Partito Fascista allora al governo.
A partire dal 1940, anno dell'insediamento ai vertici della famiglia Moccagatta, si sono succeduti ai vertici della società industriali più o meno connessi al tessuto imprenditoriale cittadino, le cui gestioni furono conformate in senso fortemente personalistico. Sono ricordati il petroliere Silvio Sacco, l'omonimo impresario edile Remo Sacco, l'imprenditore tessile Bruno Cavallo, la famiglia Calleri e il «re dei caschi» Gino Amisano. Dalla rinascita datata 2004, i grigi furono per lo più amministrati da imprenditori del territorio (con l'eccezione dell'ex presidente del Sansovino Giorgio Veltroni), tra i quali si distinse il commerciante torinese Luca Di Masi, la cui gestione si protrasse per un decennio, fino al 2023.
- 1912-1913  Alfredo Ratti
- 1913-1920  Giuseppe Brezzi
- 1920-1922  Camillo Borasio
- 1922-1925  Luciano Oliva
- 1925-1927  Giovanni Ronza
- 1927-1928  Aldo Marchese
- 1928-1932  Ladislao Rocca
- 1932  Carlo Uggè
- 1932-1933  Carlo Poggio
- 1933-1934  Umberto Pugno
- 1934-1937  Otello Finzi
- 1937-1938  Luigi Riccardi
- 1938-1940  Primo Polenghi
- 1940-1943  Filippo Moccagatta
- 1943-1944  Pietro Mignone
- 1944-1946  Giuseppe Benzi
- 1946  Giuseppe Moccagatta
- 1946-1953  Mario Moccagatta
- 1953-1954  Adelio Taverna
- 1954-1955  Comitato di Reggenza
- 1955-1960  Silvio Sacco
- 1960-1964  Amedeo Ruggiero
- 1964-1965  Piero Melchionni
- 1965-1967  Gino Testa
- 1967-1968  Bruno Montini
- 1968-1973  Remo Sacco
- 1973-1974  Paolo Sacco
- 1974-1975  Nicola (Lino) Boidi
- 1975-1976  Paolo Sacco
- 1976-1977  Pier Ugo Melandri
- 1977-1980  Bruno Cavallo
- 1980-1981  Adelio Taverna
- 1981-1983  Nando Cerafogli
- 1983-1985  Gianmarco Calleri
- 1985-1986  Massimo Silei
- 1986-1987  Marco Bertoneri
- 1987-1991  Gino Amisano
- 1991-1994  Edoardo Vitale Cesa
- 1994  Franco Gatti
- 1994-2001  Gino Amisano
- 2001  Roberto Spinelli
- 2001-2003  Antonio Boiardi
- 2003-2004 ...
- 2004-2005  Francesco Sangiovanni
- 2005-2010  Gianni Bianchi
- 2010-2011  Giorgio Veltroni
 Gionata Cella
- 2011-2012  Paola Debernardi
- 2012-2013  Maurizio Pavignano
 Luca Di Masi
- 2013-2023  Luca Di Masi
- 2023  Enea Benedetto
- 2023-2024  Andrea Molinaro
- 2024-2025  Rocco Dinisi
- 2025-  Antonio Barani

## Calciatori
Fu dal fiorente vivaio della «scuola alessandrina» che uscirono i calciatori generalmente ritenuti rappresentativi nella storia dell'Alessandria. Tra le due guerre, Carcano, Baloncieri, Gandini, Banchero, Avalle, Ferrari e Bertolini furono protagonisti delle stagioni disputate ai più alti livelli nella storia dei grigi e militarono in più occasioni nella Nazionale italiana. Cattaneo, in particolare, è a oggi il calciatore ad avere segnato di più, per l'Alessandria, sia in Serie A (67) che in assoluto (148 reti, di cui 130 in gare di campionato). Michele Borelli è invece il giocatore più presente in gare di Serie A (187 tra il 1929 e il 1936). Dopo avere debuttato in grigio si laurearono campioni d'Italia negli anni Quaranta e Cinquanta Aristide Coscia, Virgilio Maroso, Mario Foglia, Francesco Rosetta e Bruno Garzena.

L'esordiente Rivera in maglia grigia, nel 1959

Nel dopoguerra il vivaio, curato da Dadone e Cornara, lanciò Gianni Rivera, destinato a successi di caratura mondiale con la maglia del Milan, Gino Armano, Mario Fara, Carlo Tagnin ed Elio Vanara, ai quali sono stati dedicati specifici settori dello Stadio Moccagatta. Tra i talenti espressi in anni più recenti sono ricordati Luigi Manueli, Pier Paolo Scarrone e Valerio Bertotto, ultimo prodotto del vivaio grigio ad approdare stabilmente in A. Altri giocatori formati in maglia grigia e poi vincitori di scudetti furono Egidio Morbello, Giancarlo Bercellino, Francesco Rizzo, Roberto Salvadori e Fabio Marangon, oltre al campione d'Europa Massimo Carrera.
Sono infine ricordati atleti giunti in Alessandria e considerati «bandiere» per la lunga militanza o per le felici esperienze vissute. Tra i protagonisti in A vi furono Pedroni, Giacomazzi, l'argentino Tacchi e lo svizzero Vonlanthen; più avanti chiuse la carriera al Moccagatta Francisco Lojacono. Con la caduta in C assursero poi a idoli della tifoseria figure poco conosciute presso il grande pubblico, ma tuttora popolari a livello locale, come Antonio Colombo, storico capitano giunto dal Legnano, a oggi il calciatore con più presenze ufficiali in grigio (466, di cui 404 in gare di campionato), e Franco Marescalco, centravanti protagonista di alcuni campionati in Serie C negli anni Ottanta. L'ultimo decennio, infine, è stato fortemente caratterizzato dalla presenza del leader Fabio Artico, «bomber, capitano, bandiera».

### Hall of Fame
Nella Hall of Fame del calcio italiano, creata dalla FIGC nel 2011 e aggiornata annualmente, compaiono le seguenti personalità legate alla storia dell'Alessandria:
- Giovanni Ferrari: calciatore 1923-1925 e 1926-1930 (dal 2011);
- Gianni Rivera: calciatore 1956-1960 (dal 2013);
- Carlo Carcano: calciatore 1913-1924, allenatore 1926-1930, direttore tecnico 1949-1950 (dal 2014);
- Árpád Weisz: calciatore 1924-1925, allenatore in seconda 1926 (dal 2017).

Dal 2015 Rivera è parte anche della Walk of Fame dello sport italiano, inaugurata dal CONI in quello stesso anno.
Non esiste ancora una Hall of fame ufficiale dell'Alessandria: un esperimento in tal senso fu il sondaggio del trisettimanale locale Il Piccolo «La squadra del secolo», che nel 2012 chiese ai lettori, nell'arco di tre mesi, d'indicare su schede precompilate un giocatore per ogni ruolo e un allenatore tra i più amati. Dai tremila tagliandi raccolti, emersero i nomi di: Nobili, Servili, Zanier e Stefani tra i portieri; Colombo, Gregucci, Cammaroto, Di Brino, Vanara, Ferrarese, Galparoli, Pedroni, Giacomazzi e Carrera tra i difensori; Rivera, Lorenzetti, Scarrone, Ferrari, Manueli, Fara, Tagnin, Camolese, Bertolini e Reja tra i centrocampisti; Artico, Marescalco, Cattaneo, Fanello, Baloncieri e Banchero I tra gli attaccanti. Il periodico aveva voluto escludere da principio il coinvolgimento di una giuria tecnica; le classifiche risultavano tendere al recentismo: solo cinque personalità su trenta (e nessun allenatore) vantavano una militanza in grigio precedente al 1955, mentre tre calciatori erano nella rosa al momento dell'inchiesta.

### L'Alessandria e le Nazionali di calcio
A partire dal debutto di Carlo Carcano, il 31 gennaio 1915, le occasioni in cui calciatori dell'Alessandria hanno vestito da titolari la maglia della Nazionale italiana maggiore in gare ufficiali sono state 45, da suddividere tra 10 giocatori: Baloncieri (20 presenze, 7 reti); Banchero I (2, 4); Bertolini, (6, 0); Brezzi (2, 0); Carcano (5, 1); Cattaneo (1, 1); Ferrari (1, 0); Gandini (6, 0); Rava (1, 0), Ticozzelli (1, 0). L'ultimo a scendere in campo fu Rava, il 1º dicembre 1946. Carcano fu anche vice-allenatore dell'Italia ai Mondiali del 1934.
Sette calciatori dell'Alessandria vantano inoltre presenze nella Nazionale B: Avalle (8, 2), Bertolini (3, 0); Busani (1, 0); Cattaneo (3, 2); Ferrari (1, 1); Milano (1, 1); Riccardi (1, 0). Il 6 aprile 1930, quattro di loro (Avalle, Bertolini, Cattaneo, Ferrari, più l'ex Banchero) furono schierati contemporaneamente, a Genova, in Italia-Lussemburgo 8-1. Gianni Rivera conta, infine, otto presenze con la Nazionale giovanile e due con la Nazionale Juniores.
Tre calciatori hanno vinto con la Nazionale Universitaria il torneo calcistico delle Universiadi durante la militanza nei grigi: Gianni Califano (1997), Luca Mora e Roberto Sabato (2015). Provengono dalle giovanili dell'Alessandria giocatori che militano in nazionali giovanili under 21 e under 23.

## Palmarès

### Competizioni internazionali
- Coppa delle Alpi: 1

1960 (come rappresentante dell'Italia)

### Competizioni nazionali
- Coppa CONI: 1

1927
- Coppa Italia Serie C: 2

1972-1973, 2017-2018
- Campionato italiano Serie C: 1

1973-1974 (girone A)
- Campionato italiano Serie C2: 1

1990-1991 (girone A)
- Campionato italiano Serie D: 1

2007-2008 (girone A)

### Competizioni giovanili
- Campionato Nazionale Juniores: 1

1949
- Campionato Juniores Semiprofessionisti: 1

1971-1972

### Altre competizioni
- Prima Categoria: 1

Piemonte 1920-1921
- Eccellenza Piemonte: 1

2004-2005 (girone A)

- Promozione Piemonte: 1

2024-2025 (girone D)

## Statistiche e record

### Partecipazione ai campionati
In 104 stagioni sportive a partire dall'incardinamento nel sistema della FIGC nel 1912 con un primo torneo di Promozione, l'Alessandria ha partecipato a 100 campionati nazionali. Tra il 1913 e il 1929 prese parte a un campionato di Prima Categoria Regionale, tre di Prima Categoria Nazionale, cinque di Prima Divisione e tre di Divisione Nazionale. Si aggiungono due campionati regionali di Eccellenza, uno dei quali disputato dalla Nuova Alessandria 1912.
| Livello | Categoria             | Partecipazioni | Debutto   | Ultima stagione | Totale |
| ------- | --------------------- | -------------- | --------- | --------------- | ------ |
| 1º      | Prima Categoria       | 4              | 1914-1915 | 1920-1921       | 24     |
| 1º      | Prima Divisione       | 4              | 1921-1922 | 1925-1926       | 24     |
| 1º      | Divisione Nazionale   | 3              | 1926-1927 | 1928-1929       | 24     |
| 1º      | Serie A               | 13             | 1929-1930 | 1959-1960       | 24     |
| 2º      | Serie B-C Alta Italia | 1              | 1945-1946 | 1945-1946       | 22     |
| 2º      | Serie B               | 21             | 1937-1938 | 2021-2022       | 22     |
| 3º      | Serie C               | 19             | 1950-1951 | 2023-2024       | 36     |
| 3º      | Serie C1              | 14             | 1978-1979 | 2010-2011       | 36     |
| 3º      | Lega Pro              | 3              | 2014-2015 | 2016-2017       | 36     |
| 4º      | Serie C2              | 17             | 1980-1981 | 2013-2014       | 17     |
| 5º      | Serie D               | 3              | 2005-2006 | 2007-2008       | 3      |

Partecipazione ai campionati regionali
| Livello | Categoria       | Partecipazioni | Debutto   | Ultima stagione | Totale |
| ------- | --------------- | -------------- | --------- | --------------- | ------ |
| 1º      | Prima Categoria | 1              | 1913-1914 | 1913-1914       | 5      |
| 1º      | Eccellenza      | 2              | 2003-2004 | 2004-2005       | 5      |
| 2º      | Promozione      | 2              | 1912-1913 | 2024-2025       | 5      |

### Partecipazione alle coppe
| Competizione                    | Partecipazioni | Debutto   | Ultima stagione | Totale |
| ------------------------------- | -------------- | --------- | --------------- | ------ |
| Coppa Italia                    | 30             | 1935-1936 | 2021-2022       | 30     |
| Coppa Italia Semiprofessionisti | 7              | 1973-1974 | 1980-1981       | 41     |
| Coppa Italia Serie C            | 25             | 1981-1982 | 2022-2023       | 41     |
| Coppa Italia Lega Pro           | 9              | 2008-2009 | 2016-2017       | 41     |
| Coppa Italia Serie D            | 3              | 2005-2006 | 2007-2008       | 3      |
| Scudetto Dilettanti             | 1              | 2007-2008 | 2007-2008       | 1      |

### Statistiche di squadra
L'Alessandria detiene alcuni primati a livello nazionale; è la prima squadra ad avere vinto la Coppa CONI e la Coppa Italia Semiprofessionisti di Serie C. Il club vanta la 33ª tradizione sportiva fra i 65 che hanno giocato in A.
La vittoria per 17-2 ottenuta nel primo turno della Coppa Italia 1926-1927 contro l'AC Bologna è la più larga affermazione nella competizione (assieme a Cento-Juventus 0-15 della stessa edizione e Cittadella-Potenza 15-0 del 2015), oltre a essere la gara nella quale si sono segnate più reti complessive. Nell'edizione 2015-2016 ha raggiunto le semifinali, diventando la seconda formazione militante in terza serie a raggiungere una fase così avanzata della competizione dopo il precedente del Bari 1983-1984.
Per quanto riguarda il massimo campionato va ricordato che lo 0-10 subito dal Torino nel 1948 è la sconfitta più larga verificatasi in tutti i campionati a girone unico. Altri record negativi, limitati ai tornei a 16 squadre, sono detenuti dall'Alessandria 1936-1937, che ottenne solamente due pareggi complessivi e che perse 20 gare su 30.
| In Serie A - Miglior vittoria casalinga Alessandria-Legnano 5-0 (1930-1931) Alessandria-Modena 5-0 (1931-1932) Alessandria-Pro Patria 6-1 (1931-1932) Alessandria-Brescia 5-0 (1935-1936) Alessandria-Milan 6-1 (1935-1936) Alessandria-Napoli 5-0 (1946-1947) Alessandria-Triestina 5-0 (1946-1947) - Miglior vittoria esterna Triestina-Alessandria 1-4 (1931-1932) Torino-Alessandria 0-3 (1934-1935) Brescia-Alessandria 0-3 (1946-1947) Vicenza-Alessandria 0-3 (1947-1948) - Peggior sconfitta casalinga Alessandria-Bologna 1-6 (1930-1931) Alessandria-Roma 1-6 (1934-1935) - Peggior sconfitta esterna Torino-Alessandria 10-0 (1947-1948) - Pareggio casalingo con più gol Alessandria-Torino 3-3 (1929-1930) Alessandria-Bologna 3-3 (1931-1932) Alessandria-Fiorentina 3-3 (1959-1960) - Pareggio esterno con più gol Milan-Alessandria 3-3 (1932-1933) Bologna-Alessandria 3-3 (1934-1935) | In Serie B - Miglior vittoria casalinga Alessandria-Taranto 9-0 (1948-1949) - Miglior vittoria esterna Macerata-Alessandria 0-5 (1940-1941) - Peggior sconfitta casalinga Alessandria-Sanremese 1-5 (1939-1940) - Peggior sconfitta esterna Fanfulla-Alessandria 6-0 (1941-42) - Pareggio casalingo con più gol Alessandria-Pisa 3-3 (1940-1941) Alessandria-Como 3-3 (1956-1957) - Pareggio esterno con più gol Foggia-Alessandria 3-3 (1974-1975) |

### Statistiche individuali
L'elenco, aggiornato al 23 agosto 2022, tiene conto di presenze e reti registrate nelle gare di campionato disputate dall'Alessandria dalla sua nascita a oggi, coppe escluse. Sono segnalati in grassetto calciatori attualmente in attività con la maglia grigia.
| Record di presenze - 408 Antonio Colombo (1968-1983) - 305 Renato Cattaneo (1922-1935, 1938-1939) - 270 Mario Pietruzzi (1938-1953) - 262 Edoardo Avalle (1923-1934) - 244 Luigi Vitto (1938-1946, 1949-1954) - 224 Giuseppe Gandini (1921-1932) - 220 Vincenzo Cammaroto (2007-2014) - 219 Armando Lauro (1921-1931) - 209 Giovanni Bigando (1936-1944) - 207 Giancarlo Migliavacca (1959-1966) | Record di reti - 146 Renato Cattaneo (1922-1935, 1938-1939) - 80 Elvio Banchero (I) (1921-1924, 1925-1929, 1936-1937) - 71 Adolfo Baloncieri (1914-1925, 1944) - 60 Giovanni Ferrari (1923-1925, 1926-1930) - 58 Fabio Artico (2007-2012) - 42 Michele Marconi (2013-2018, 2021-2022) - 41 Luciano Robotti (1935-1941) - 41 Carlo Stradella (1941-1948) - 39 Mario Foglia (1939-1944) - 39 Libero Marchina (1925-1934) - 39 Alfredo Notti (1931-1936) |

## Tifoseria

### Storia
Un primo esperimento di tifoseria organizzata dell'Alessandria, il Gruppo Fedelissimi Grigi, nato su suggerimento dell'allenatore ungherese Lajos Nemes Kovács, risale al 1947; dell'anno successivo è la provocazione del tifoso che suscitò l'ira di Valentino Mazzola in Torino-Alessandria.
Nel 1974, in occasione del ritorno in Serie B della squadra, alcuni club e singoli tifosi che occupavano la curva Nord dello stadio Moccagatta scelsero di unirsi in unico gruppo, chiamato inizialmente "Supporters" e poi, ispirandosi alla tifoseria organizzata della Fiorentina, "Ultras". Dei sostenitori viola si tese a imitare anche lo stile di tifo, osservato durante una gara di Coppa Italia, con tamburi, cori, canti, coriandoli e un primo striscione lungo quattro metri. Fu a un ultras dell'Alessandria che, nel gennaio del 1988, il questore di Mantova inflisse il primo Daspo in Italia per invasione di campo e oltraggio a pubblico ufficiale.
Il gruppo "Ultras Grigi" si sciolse ufficialmente dopo la retrocessione in Serie C2 del 1998 e il nome riunisce oggi, convenzionalmente, un certo numero di gruppi distinti (Supporters 1999, Sbrinza's, Fanciott, Brigata Spinello, Nuove Leve, Onda Grigia in "Gradinata Nord" mentre Mandrogni Settore Popolari in "Rettilineo").

I tifosi non Ultras sono attivi all'interno del Centro Coordinamento Grigi Clubs, fondato nell'estate del 2020 dopo lo scioglimento della storica Associazione Orgoglio Grigio (il coordinamento riunisce Grigi Club Oviglio, Club Passione Grigionera, Club Amici dei Grigi, Club Cultura Grigia e Grigi Club Ciccio Marescalco). 

Gli ultras grigi durante un derby contro il Casale della stagione 1991-1992

### Gemellaggi e rivalità
Ugo Boccassi cita come prima tifoseria rivale dell'Alessandria quella dell'Andrea Doria: si verificarono scontri sia a Genova, il 1º novembre 1914 (gara caratterizzata da quello che i giornali dell'epoca definirono «un premeditato pestaggio» del pubblico ai danni degli alessandrini presenti «insultati, coperti di sputi, e dovettero poi più tardi fare un lungo giro per raggiungere l'albergo e portati in salvo», dal ferimento per arma da taglio di un dirigente ospite all'uscita dal campo e dall'arresto «per un incidente sorto tra il pubblico durante lo svolgimento del match» di un alessandrino «per minacce a mano armata contro alcuni spettatori parteggianti per l'Andrea Doria»), sia sul Campo degli Orti, il 17 aprile 1921; in quest'ultimo caso la gara fu fatta sospendere dai carabinieri per i disordini creati da genovesi «armati di rivoltelle e di rasoi», in quello che l'inviato della Stampa definì «il primo disgustoso incidente occorso in tanti anni di sane e belle battaglie sportive combattute nella nostra città». Marcello Marcellini riporta invece che nel 1957, in occasione dello spareggio di San Siro per la promozione in A, i tifosi dell'Inter si unirono a quelli del Brescia, allenato dall'ex calciatore nerazzurro Fattori, mentre quelli del Milan scelsero di sostenere l'Alessandria dell'ex Pedroni.
La tifoseria organizzata, dichiaratamente apolitica, conobbe i suoi primi scontri nel corso del campionato 1974-1975 con gli ultras di Genoa, Como e Verona; paradossalmente fu proprio con i rossoblù che, il 4 maggio 1975, sancì il suo primo gemellaggio, «che ancora oggi esiste ed è uno tra i più vecchi d'Italia». Nel corso dei primi anni di militanza in Serie C1 e C2 vennero a crearsi rapporti ostili con diverse tifoserie liguri e toscane: episodi di violenza si verificarono in occasione delle gare contro lo Spezia a partire dal 1979 e per tutto il ventennio successivo; nello stesso arco temporale si ricordano screzi di varia entità con Savona, Carrarese, Lucchese, Siena e Montevarchi. Più recentemente si sono consolidate rivalità con altre tifoserie del Nord Italia: in particolare, gli scontri più aspri si sono avuti con i sostenitori del Varese.
Rapporti controversi si hanno anche con i tifosi del Casale: le gare tra grigi e nerostellati (i derby della Provincia di Alessandria, che si giocano da oltre novant'anni), sono tra le più appassionate in Piemonte. Altri derby, meno celebrati e sentiti, sono quelli con altre squadre della provincia come Derthona, Novese, Acqui e Valenzana, e della zona del Piemonte Orientale, in particolare Novara (fu in occasione di uno scontro diretto contro gli azzurri che gli Ultras Grigi, nel 1974, realizzarono la loro prima coreografia) e Pro Vercelli; è accaduto anche che, in alcune occasioni, gruppi di tifosi grigi e delle Bianche Casacche si siano manifestati reciproca stima.
Successivamente a quello con i tifosi del Genoa, gli Ultras Grigi hanno stretto gemellaggi con quelli di Trento (nel 1989, ma ormai definitivamente scemato) e Viareggio (nel 1990). Rapporti più o meno profondi di amicizia e di rispetto sono intercorsi negli anni tra gruppi di tifosi grigi e altri di Torino, Ravenna, Vicenza, Pisa, Perugia, Pro Sesto e Moncalieri, oltre che con i francesi del Tolone. Nel 2021 è nata una amicizia con i tifosi del Cosenza. Dopo l'alluvione del 1994 i tifosi della SPAL manifestarono tra i primi vicinanza ai sostenitori grigi, sottoscrivendo una raccolta fondi per il restauro dello stadio Moccagatta; altri contributi giunsero da gruppi di tifosi di Milan, Bari, Modena, Ravenna, Leffe, Trento, Parma, Crevalcore e Liverpool.